# Chlumetia medioalba
Chlumetia medioalba là một loài bướm đêm trong họ Noctuidae.